# Mitki (przystanek kolejowy)
Mitki (biał. Міцькі, ros. Митьки) – przystanek kolejowy w miejscowości Brześć, w obwodzie brzeskim, na Białorusi. Nazwa pochodzi od dawnej wsi Mitki (obecnie wchodzącej w skład w Brześcia). Na południe od przystanku odchodzi linia do stacji towarowej Bernady.